# Guéna (Burkina Faso)
Pour les articles homonymes, voir Guéna.
Guéna est une commune rurale située dans le département de Kourinion de la province de Kénédougou dans la région des Hauts-Bassins au Burkina Faso.

## Géographie
Guéna est traversé par la route nationale 8.

## Santé et éducation
Guéna accueille un centre de santé et de promotion sociale (CSPS).